# Nationalratswahl in Österreich 1966
- SPÖ: 74
- FPÖ: 6
- ÖVP: 85

- Regierung: 85
- Opposition: 80

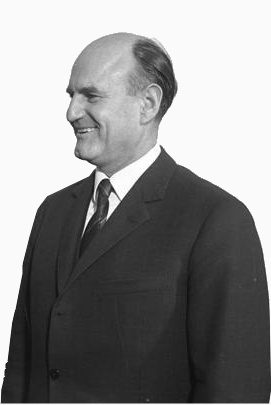
Josef Klaus (ÖVP)

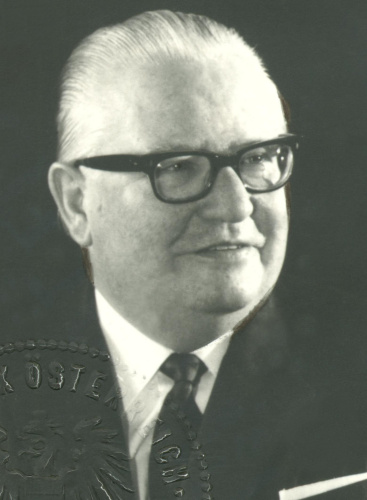
Bruno Pittermann (SPÖ)

Die Nationalratswahl in Österreich 1966 fand am 6. März 1966 statt und war die elfte in der Geschichte der Republik Österreich. Stimmen- und mandatsstärkste Partei wurde die ÖVP unter Bundeskanzler Josef Klaus, die erstmals seit 1945 wieder eine absolute Mandatsmehrheit erringen konnte. Zweitstärkste Partei wurde die SPÖ unter Bruno Pittermann, die Stimmen und Mandate verlor. Auch die FPÖ, die mit dem ehemaligen SS-Obersturmführer Friedrich Peter als Spitzenkandidaten antrat, büßte Stimmen und Mandate ein.
Wahlberechtigt waren 4.886.818 Menschen. Die Wahlbeteiligung betrug 93,80 Prozent (1962: 93,77 Prozent).

## Hintergrund
Aufgrund einer Finanzhilfe aus Gewerkschaftskassen an die FPÖ in der Höhe von einer Million Schilling geriet der ehemalige Innenminister Franz Olah 1964 bei der SPÖ in starke innerparteiliche Kritik. Es wird vermutet, dass Olah damit die Weichen in Richtung einer kleinen Koalition zwischen SPÖ und FPÖ stellen wollte. Infolge des Ausschlusses aus der SPÖ gründete er 1965 die Demokratische Fortschrittliche Partei (DFP). Die rechtspopulistische Partei gewann vor allem auf Kosten der SPÖ Stimmen, verfehlte aber selbst die Grundmandatshürde. Ein weiterer Grund war der Aufruf der KPÖ, die nur mehr in Wien Nord-Ost kandidierte und sonst zur Unterstützung der SPÖ aufrief. Da die SPÖ diese Unterstützung nicht ablehnte, plakatierte die ÖVP mit dem Slogan Die rote Volksfront droht! Laut Karl Pisa dem damaligen Pressereferenten wurde der geringe Nutzen der wenigen KPÖ Stimmen vom antikommunistischen Wahlreflex weit übertroffen.
Hinzu kam, dass die ÖVP sich als Partei der Sachkompetenz präsentierte, die mit ihrer „Aktion 20“ führende Wissenschaftler wie Hans Tuppy und Stephan Koren dazu einlud, innovative Konzepte zu entwickeln. Damit verbunden war ein Stilwechsel in der österreichischen Politik: Im Gegensatz zur gleichermaßen autoritären wie gemütlichen Politik „beim Weinglas“, wie etwa Leopold Figl und Julius Raab sie vertreten hatten, präsentierten sich Klaus und sein Team als betont nüchtern und sachlich. Dies kam beim Wähler gut an, da man den Politikstil der Vergangenheit stark mit Korruption und Freunderlwirtschaft in Verbindung brachte.
Dies führte dazu, dass die ÖVP erstmals seit der Nationalratswahl 1945 die absolute Mandatsmehrheit erringen konnte.

## Endergebnis
| Wahlwerber                                                   | Stimmen   | Anteil  | Anteil  | Mandate | Mandate |
| Wahlwerber                                                   | Stimmen   | 1966    | ±       | 1966    | ±       |
| ------------------------------------------------------------ | --------- | ------- | ------- | ------- | ------- |
| Österreichische Volkspartei (ÖVP)                            | 2.191.109 | 48,35 % | +2,92 % | 85      | +4      |
| Sozialistische Partei Österreichs (SPÖ)                      | 1.928.985 | 42,56 % | −1,44 % | 74      | −2      |
| Freiheitliche Partei Österreichs (FPÖ)                       | 242.570   | 5,35 %  | −1,70 % | 6       | −2      |
| Demokratische Fortschrittliche Partei (DFP-Liste Franz Olah) | 148.528   | 3,28 %  | n. k.   | 0       | –       |
| Kommunisten und Linkssozialisten (KLS)                       | 18.636    | 0,41 %  | −2,63 % | 0       | ±0      |
| Liberale Partei Österreichs (LPÖ)                            | 1.571     | 0,04 %  | n. k.   | 0       | –       |
| Marxisten-Leninisten Österreichs (MLÖ)                       | 486       | 0,01 %  | n. k.   | 0       | –       |

n. k. = nicht kandidiert

## Ergebnisse in den Bundesländern
Hier werden die Ergebnisse in den Bundesländern aufgelistet.
| Partei | B     | K     | N     | O     | S     | St    | T     | V     | W     |
| ------ | ----- | ----- | ----- | ----- | ----- | ----- | ----- | ----- | ----- |
| ÖVP    | 51,19 | 36,95 | 54,04 | 51,32 | 48,06 | 49,74 | 64,51 | 61,79 | 37,88 |
| SPÖ    | 45,40 | 49,59 | 41,42 | 40,29 | 36,12 | 43,76 | 28,16 | 22,12 | 49,37 |
| FPÖ    | 02,40 | 11,50 | 02,33 | 06,44 | 12,48 | 04,88 | 04,93 | 12,87 | 04,03 |
| DFP    | 00,90 | 01,96 | 02,21 | 01,89 | 03,34 | 01,58 | 02,25 | 03,22 | 07,00 |
| KLS    | –     | –     | –     | –     | –     | –     | –     | –     | 01,65 |
| LPÖ    | 00,11 | –     | –     | 00,06 | –     | 00,04 | 00,15 | –     | 00,02 |
| MLÖ    | –     | –     | –     | –     | –     | –     | –     | –     | 00,05 |

## Folgen
Die ÖVP verfügte nach der Wahl über eine absolute Mandatsmehrheit und konnte somit ohne Koalitionspartner regieren. Trotzdem führte Klaus Verhandlungen für eine neue Große Koalition, welche jedoch scheiterten. Die SPÖ musste deshalb in die Opposition. Josef Klaus blieb Bundeskanzler und bildete die erste ÖVP-Alleinregierung. Die Bundesregierung Klaus II nahm am 19. April 1966 ihre Arbeit auf. 1967 musste Bruno Pittermann als SPÖ-Chef Bruno Kreisky weichen. Erst nach einigen Jahren unterstützte Pittermann diesen, indem er als Klubobmann in das Parlament zurückkehrte.